# Livia Zita
Livia Zita född den 21 december 1984 i Budapest i Ungern, är en ungerska sångare. Hon är mest känd för att ha sjungit på danska sångaren King Diamonds album The Puppet Master och Give Me Your Soul...Please.